# KJ Johnson
Kaytlyn Johnson, beter bekend als KJ Johnson, is een Amerikaanse turnster van de LSU Tigers. Ze is gespecialiseerd in de sprong, balk en vloergymnastiek.

## Loopbaan
Johnson kwam tijdens haar periode op de middelbare school uit voor Texas Dreams Gymnastics. Vanwege breuken in haar scheenbenen kreeg ze twee titanium pinnen. Hierdoor moest ze een jaar rusten.

### Eerstejaars seizoen (2022)
In haar eerstejaars seizoen voor de LSU Tigers maakte ze haar debuut in de seizoensopening tegen Centenary waar ze een score neerzette van 9.90 op de sprong en nogmaals een 9.90 op de vloer. Ze vestigde een persoonlijk record van 9.950 op de sprong gedurende de TWU Quad Meet en tevens een persoonlijk record van 9,950 tegen Auburn in de PMAC op 5 februari 2022. Ze verdiende haar tweede 9.950 score van het seizoen op de vloer in Florida op 11 februari 2022.
Haar gemiddelde score tijdens haar eerste seizoen was 9.880 op de sprong en 9.890 op de vloer. Johnson behaalde meerdere SEC-onderscheidingen waaronder Turnster van de week na haar debuutwedstrijd op 11 januari en All-Freshman-team onderscheidingen. Tevens werd ze vermeld op de Academische Erelijst voor eerstejaars turnsters van de SEC van 2022.

### Tweedejaars seizoen (2023)
In haar tweede seizoen voor de LSU Tigers evenaarde Johnson haar persoonlijke record van 9.950 op de sprong in een wedstrijd tegen nummer 23 van de ranglijst Arkansas. In dit seizoen maakte ze haar debuut op de balk in de seizoensopeningswedstrijd tegen nummer 3 van de ranglijst, Utah en plaatste een persoonlijk record op diezelfde balk van 9.875 tegen de nummer 2, Florida. Tevens evenaarde ze haar persoonlijke records van 9.950 op sprong en vloer dit jaar tweemaal tegen respectievelijk Florida (nr. 2) en Georgia (nr.17).
Begin 2023 wonnen de LSU Tigers van de nummer 2, Florida. Tijdens het vieren van de overwinning maakte Johnson een misstap van de mat waardoor ze haar middenvoetsbeentje brak en er naar verwachting 4 tot 6 weken uit zou liggen. Na het herstel verscheen ze op de sprong tijdens de Regionale NCAA Finale in Denver waar ze een 9.850 scoorde. Ze scoorde vervolgens een 9.875 op de vloer en hielp hiermee haar team door naar de halve finales van het NCAA-kampioenschap. Johnson brak vervolgens kort na haar come-back hetzelfde middenvoetsbeentje opnieuw waardoor ze de rest van het seizoen zou missen.
Haar resultaten leverden haar nog wel een vermelding op de Academische SEC Erelijst van 2023 op.